# Tiberio d'Assisi
Tiberio Ranieri di Diotallevi (Assisi, 1470 circa – 1524) è stato un pittore italiano del Rinascimento.

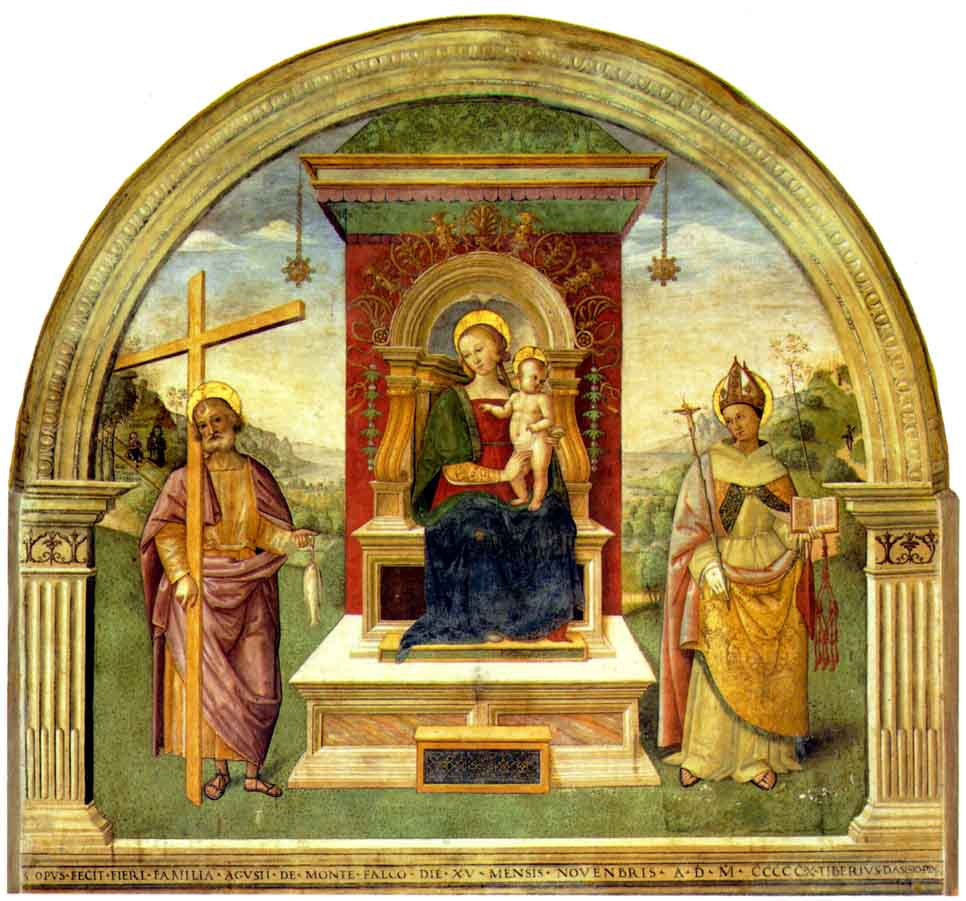
Madonna col Bambino e santi, Museo civico, Montefalco

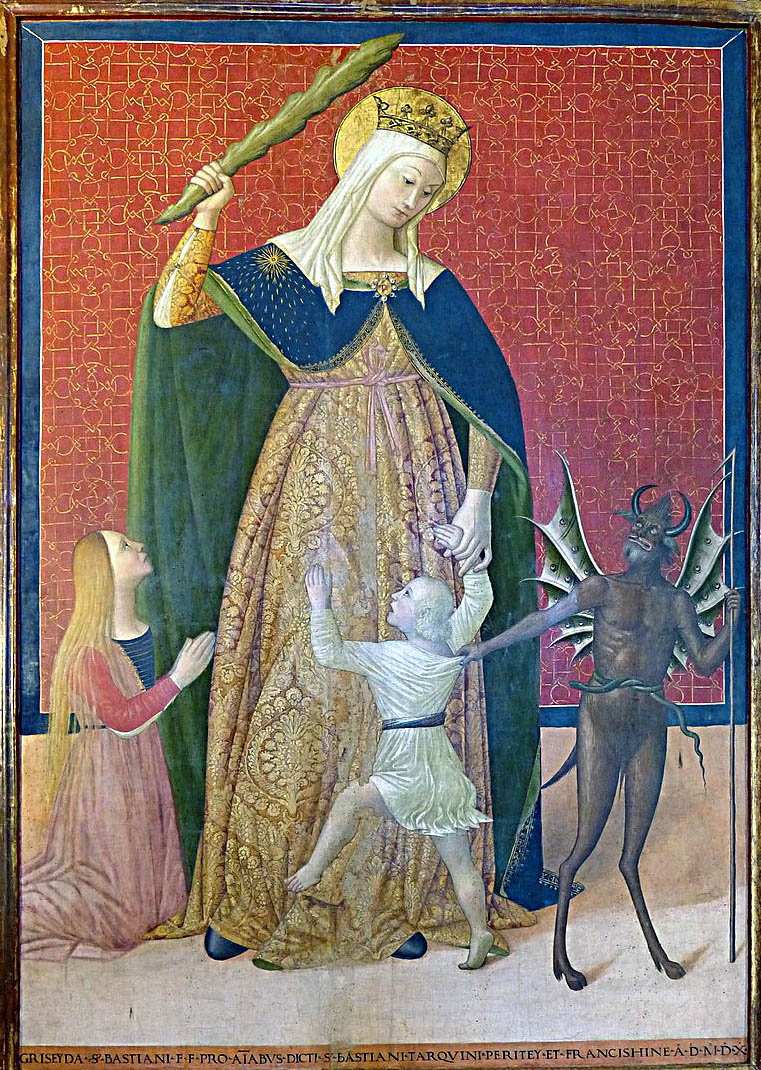
Tiberio d'Assisi - Madonna del Soccorso (1510). Complesso Museale San Francesco, Montefalco (PG)

Conosciuto generalmente col nome di Tiberio d'Assisi, potrebbe essere stato allievo, insieme con il concittadino Andrea d'Aloigi da Assisi, detto l'Ingegno, del Perugino e del Pinturicchio, che seguì a Roma quando il Maestro umbro dipinse nella basilica di Santa Maria del Popolo (nella Cappella del Presepio) e nell'Appartamento Borgia, dal 1485 al 1495. 
Nei primi anni novanta era già pittore indipendente: operò nella cattedrale di Perugia nel 1495, poi in Assisi, affrescando la Porziuncola, in Santa Maria degli Angeli, e in numerose chiese dell'Umbria. Nel 1510 si trovava a Montefalco e firmava la decorazione della cappella della famiglia Augusti nella chiesa di San Francesco, mentre nel 1512, per incarico di Griseida di ser Bastiano, lavorò nella cappella delle Rose nella pieve di San Fortunato. Sempre a Montefalco, nel Complesso museale di San Francesco, è custodita una sua Madonna del Soccorso, attribuita per lungo tempo a Francesco Melanzio (di cui si trova una tavola con il medesimo soggetto nello stesso complesso museale). Nell'iscrizione lungo il margine inferiore del dipinto si legge: GRISEYDA S(ER) BASTIANI F(ECIT) F(IERI) PRO A(N)I(M)ABUS DICTI S(ER) BASTIANI TARQUINI PERITEY ET FRANCISHINE A(NNO) D(OMIN)I M° D° X (Griseida di ser Bastiano fece fare per le anime del detto ser Bastiano di Tarquinio Peritei e di Franceschina nell'anno del Signore 1510). 
I critici lo considerano un imitatore alquanto pedestre del Pinturicchio e del Perugino.